# Sergio Rodríguez García
Sergio Rodríguez Garcia, més conegut com a Rodri (Mataró, 17 d'abril de 1984) és un futbolista professional català, que ocupa la posició de defensa. Ha estat internacional amb la selecció espanyola sub-20.

## Trajectòria esportiva
Format al planter del FC Barcelona, debutà amb el primer equip en un encontre de la temporada 04/05. L'any següent jugà quatre partits més amb els blaugrana a la màxima categoria. L'estiu del 2006 fitxa pel Deportivo de La Corunya. Només jugaria dos partits amb els gallecs, i fou cedit fins en quatre ocasions: UD Almería, Polideportivo Ejido i UD Salamanca, tots tres a la Segona Divisió, i al CS Marítimo portuguès.
Sense continuïtat al Deportivo, l'estiu del 2009 recalà a l'Hèrcules CF.
El 3 de març de 2011 l'Hèrcules va arribar a un acord amb l'Spartak de Moscou per traspassar el central. El futbolista marxà al futbol rus i l'entitat alacantina percebé uns 400.000 € per aquesta operació.
El 31 d'agost de 2012, últim dia de fitxatges de la Primera Divisió s'anuncia el seu fitxatge pel Rayo Vallecano amb un contracte de 2 temporades.